# Methanothermobacter
Methanothermobacter ist eine Gattung der Archaeen-Familie Methanobacteriaceae.
Die Arten (Spezies) dieser Gattung sind thermophil – sie wachsen gewöhnlich am besten bei Temperaturen zwischen 55 °C und 65 °C (etwa in heißen Quellen), unter anaeroben Bedingung auch in Klärschlamm oder tief im Boden (s. u.).
Aufgrund ihrer Bedeutung für den Klimawandel als Methan-Erzeuger hat die Vereinigung für Allgemeine und Angewandte Mikrobiologie (VAAM) die Gattung Methanothermobacter zur Mikrobe des Jahres 2021 gewählt.
Typusspezies der Gattung ist M. thermautotrophicus.

## Stoffwechsel und Physiologie
Die Bakterien der Gattung Methanothermobacter verwenden Kohlendioxid (CO2) und Wasserstoff (H2) als Substrate, um Methan (CH4) zur Energiegewinnung zu produzieren.
Von Bakterien ist bekannt, dass sie ihre membranassoziierten Lipide (wie Phospholipide und Glykolipide) im Verlauf des Wachstums und als Reaktion auf Umweltbedingungen verändern können. Bis 2015 gab es jedoch nur wenige Informationen darüber, wie und ob eine solche Anpassung auch bei Archaeen stattfindet. Yoshinaga et al. konnten 2015 zeigen, dass auch bei dem Modellorganismus Methanothermobacter thermautotrophicus (Stamm ΔH) Zellmembrankomponenten während der Wachstumsphasen und als Reaktion auf Wasserstoffverarmung und Nährstofflimitierung (Kalium und Phosphat) anpasst.

## Etymologie
Der erste Teil des Gattungsnamens, „methano-“ bezieht sich auf das produzierte Methan, der Mittelteil „-thermo-“ verweist auf die Thermophilie und der letzte Teil „-bacter“ stellt einen Hinweis auf die stäbchenförmige Morphologie der Arten dieser Gattung dar.

## Arten
Die Gattung setzt sich (mit Stand 20. Dezember 2021) nach List of Prokaryotic names with Standing in Nomenclature (LPSN) und National Center for Biotechnology Information (NCBI) wie folgt zusammen:
Gattung Methanothermobacter Wasserfallen et al. 2000 (veraltet: Methanobacter Wasserfallen et al. 2000)
- M. crinale Cheng et al. 2012 (LPSN, NCBI) – Referenzstamm: Tm2 (alias ACCC:00699, JCM:17393, DSM:24598)
- M. defluvii (Kotelnikova et al. 1994) Boone 2002 (LPSN, NCBI) – Referenzstamm: ADZ (DSM:7466)
- M. marburgensis Wasserfallen et al. 2000 (LPSN, NCBI) – Referenzstamm: Marburg (alias DSM:2133, JCM:14651, NBRC:100331, OCM:82)
- M. tenebrarum Nakamura et al. 2013 (LPSN, NCBI)[7] – Referenzstamm: RMAS (alias DSM:23052, JCM:16532, NBRC:106236)
- M. thermautotrophicus corrig. (Zeikus & Wolfe 1972) Wasserfallen et al. 2000[8] (LPSN, NCBI), mit orthographischer Variante M. thermoautotrophicus (LPSN) – Typus – Referenzstamm: ΔH (alias Delta H, DSM:1053, ATCC:29096, JCM:10044, NBRC:100330)
- M. thermoflexus (Kotelnikova et al. 1994) Boone 2002 (LPSN, NCBI) – Referenzstamm: IDZ (alias DSM:7268)
- M. thermophilus (Laurinavichus et al. 1990) Boone 2002 (LPSN, NCBI) – Referenzstamm: M (alias DSM:6529)
- M. wolfei corrig. (Winter et al. 1985) Wasserfallen et al. 2000 (LPSN), mit orthographischer Variante M. wolfeii (Winter et al. 1985) Wasserfallen et al. 2000 (LPSN, NCBI) – Referenzstamm: DSM:2970
- M. sp. CaT2 (NCBI)
- M. sp. EMTCatA1 (NCBI)
- M. sp. KEPCO-1 (NCBI)
- M. sp. MT-2 (NCBI)
- M. sp. RY3 (NCBI)
- M. sp. THM-1 (NCBI)
- M. sp. THM-2 (NCBI)
- M. sp. THUT3 (NCBI)

Quelle der Angaben zu den Referenzstämmen ist das NCBI und Bonin/Boone (2006).

## Methanothermobacter thermautotrophicus
Diese Spezies wurde 1972 erstmals aus Klärschlamm isoliert. Die Zellen haben die Form unregelmäßig geformter, gekrümmter Stäbchen, die oft Fäden von bis zu 120 μm Länge bilden.
Wie das Art-Epitheton ist diese Spezies thermophil und  autotroph, d. h. sie gedeiht in Umgebungen mit erhöhten Temperaturen und benötigt keine organischen Wachstumsfaktoren (Suppline). In erster Linie werden H2/CO2 für die Methanogenese und das Wachstum genutzt (eine solche Lebensform wird auch hydrogenotroph genannt). Einige Stämme können auch Formiat zur CO2-Reduktion verwenden. Anaerobe Faulbehälter für Klärschlamm bieten daher günstige Lebensbedingungen. Die Spezies wurde ursprünglich als zur Gattung Methanobacterium beschrieben, später als Typusspezies in die neue Gattung Methanothermobacter gestellt.

## Methanothermobacter defluvii
Auch bei dieser 1993 beschriebenen Art sind die Zellen gebogene oder krumme Stäbchen. Sie wurde ebenfalls aus einem anaeroben Klärschlammfaulbehälter isoliert. Die Art kann in solchen Umgebungen häufig vorkommen.

## Methanothermobacter marburgensis
Der mesophile Referenzstamm Marburg (DSM 21331) wurde aus Klärschlamm in Marburg, Deutschland isoliert und ursprünglich für eine Variante von M. thermautotrophicum gehalten (damals als Methanobacterium thermoautotrophicum geführt).
Nach phylogenetischen Analysen wurde dem Stamm der Rang einer eigenen Spezies zugewiesen.
Neben diesem Referenzstamm gibt es auch weitere, die in heißen Quellen vorkommen.
Die Zellen sind schlanke, zylindrische Stäbchen, die meist paarweise oder in Fäden von bis zu 20 µm Länge vorkommen. Das Wachstum ist autotroph mit H2/CO2, aber es kann, wenn vorhanden, auch Acetat als Kohlenstoff-Quelle assimiliert werden.

## Methanothermobacter tenebrarum
M. tenebrarum wurde in Erdgasfeldern bei der Stadt Niigata, Japan, gefunden. Dort befinden sich die Organismen unter anaeroben Bedingungen am Boden der Erdgasbohrungen. M. tenebrarum ist allgemein in tiefen terrestrischen Bodenschichten zu finden.
Die Zellen sind grampositive, unbewegliche (sessile), gerade Stäbchen (bazilliform), an den Polen der Zellstruktur befinden sich Fimbrienbündel. Die Zellen treten einzel, oft aber paarweise auf.
Das Art-Epitheton tenebrarum bedeutet „der Dunkelheit(en)“ und verweist auf die Lebensweise in dunklen Umgebungen.
Auch diese Spezies lebt hydrogenotroph von H2/CO2 und ist methanogen.
Die Organismen benötigen aber auch Casaminosäuren (eine Mischung aus Aminosäuren und einigen sehr kleinen Peptiden, die durch Säurehydrolyse von Casein gewonnen werden), Trypton, Hefeextrakt oder Vitamine für ihr Wachstum, auch Acetat fördert das Wachstum der Zellen.
Das Genom von M. tenebrarum besteht aus einem zirkulär geschlossenen Chromosom mit einer Länge von 1.751.377 bp (Basenpaaren).

## Methanothermobacter thermoflexus
Diese Art wurde ebenfalls aus einem anaeroben Klärschlammfaulbehälter isoliert und 1993 (bzw. 1994) beschrieben Die Zellen sind kommaförmig (gekrümmte Stäbchen), die sich leicht verketten können.

## Methanothermobacter thermophilus
Auch diese Spezies wurde wie 1987 beschrieben aus einem anaeroben Klärschlammfaulbehälter mit für Thermophile günstigen Bedingungen isoliert – diesem letzteren Umstand hat die Art ihr Namens-Epitheton zu verdanken. Die Zellen sind schlanke, unregelmäßig gebogene Stäbchen, die häufig bis zu 30 µm lange Fäden bilden. Im Gegensatz zu den anderen Arten dieser Gattung benötigt M. thermophilus zum Wachstum Coenzym M (2-Sulfanylethansulfonat, HS-CH2-CH2-SO3– ) und ist daher nicht autotroph.

## Methanothermobacter wolfei
Diese zuerst 1884 als Methanobacter wolfei beschriebene Art wurde inzwischen aufgrund phylogenetischer Untersuchungen als Spezis der Gattung Methanothermobacter reklassifiziert.
Ihre Morphologie ist gewöhnlich stäbchenförmig (bazilliform), gleichwohl können sie in Kulturen auch eher kugelförmig (kokkoid) auftreten. M. wolfei ist autotroph, benötigt aber Wolframat (englisch tungstate).

## Nutzen
Als Biogaserzeuger spielt Methanothermobacter eine wichtige Rolle bei der nachhaltigen Methanproduktion, außerdem hat das Archaeon einen wichtigen Anteil am Abbau organischer Verbindungen in Kläranlagen.